# Brandon Moreno
Brandon Moreno (Tijuana, 7 de dezembro de 1993) é um lutador de artes marciais mistas (MMA) do México, que compete como peso-mosca no Ultimate Fighting Championship. Foi campeão peso-mosca do WFF e do UFC.

## Começo
Moreno nasceu e cresceu em Tijuana, Baja California, e começou a treinar MMA aos 12 anos. Sempre manteve-se na mesma academia, a Entram Gym. Antes de começar sua carreira no MMA, ele trabalhava fazendo pinhatas.

## MMA
Moreno começou a lutar em 2011, e venceu sua estreia no MMA profissional por finalização no primeiro round. Moreno então compilou um cartel de 2-1 na promoção mexicana Ultimate Warrior Challenge Mexico, com as duas vitórias por finalização. Moreno fez uma luta no Pandemonium, em Riverside, e perdeu por decisão unânime. Após fazer outras três lutas em duas outras organizações americanas, ele foi recontratado pelo Pandemonium.

### Recontratação no Pandemonium
A primeira luta na segunda passagem pelo Pandemonium foi contra Jason Carbajal, em 23 de março de 2013, no Pandemonium 8, em Pomona, Califórnia. Moreno mostrou um bom kickboxing durante toda a luta e nocauteou Carbajal no terceiro round.
Moreno venceu Paul Amaro com uma finalização no segundo round, em 26 de julho de 2013, no Pandemonium 9. Moreno mostrou agressividade no chão e finalizou Amaro com um mata-leão.

### World Fighting Federation
Em 28 de junho de 2014, Moreno estreou no World Fighting Federation. O mexicano enfrentou o americano Alex Contreras, no WFF 14. Ele utilizou as quedas e o jiu-jitsu, controlando Contreras durante o combate, e venceu por finalização no terceiro round.

#### Cinturão dos pesos-moscas do WFF
Moreno enfrentou CJ Soliven, em 20 de Setembro de 2014, no WFF 16, valendo o cinturão peso-mosca vago do WFF. Ele não deu chances ao adversário e venceu por finalização em menos de um minuto de combate.
Em sua primeira defesa de cinturão, enfrentou Matt Betzold, em 7 de fevereiro de 2015, no WFF 18. Azarão no combate, Moreno surpreendeu o desafiante e venceu por decisão unânime.
Moreno defendeu seu cinturão contra o ex-lutador do Bellator, Tyler Bialecki,  em 25 de Julho de 2015, no WFF 22. Moreno confirmou seu favoritismo e finalizou Bialecki ainda no primeiro round.
Moreno defendeu seu cinturão contra o americano Isaac Camarillo, em 16 de Abril de 2016, no WFF 27. Ele venceu a luta com um mata-leão na primeira metade do primeiro round, e vagou o título para participar do The Ultimate Fighter: Tournament of Champions.

### The Ultimate Fighter 24
Em 11 de maio de 2016, o UFC anunciou que os 16 concorrentes para a temporada deste TUF seria composta de lutadores campeões peso-mosca de diversas organizações em todo o mundo, com o vencedor sendo esperado para ter uma chance de lutar pelo Cinturão Peso Mosca do UFC. O elenco foi anunciado em 20 de julho. Os treinadores para a temporada foram os ex-desafiantes ao cinturão peso-mosca, Joseph Benavidez e Henry Cejudo, e Moreno era do Team Benavidez.
Ele foi classificado em #16 no Team Benavidez, e fez sua primeira luta contra o #1 do Team Cejudo, Alexandre Pantoja. Os dois chegaram a interagir dentro da casa, mesmo com Moreno falando espanhol e Pantoja português, a semelhança entre as línguas facilitava a comunicação. Moreno é amigo de Cejudo, e não gostava do fato dele ser o treinador de seu adversário. Na luta, Alexandre Pantoja derrotou Brandon Moreno por finalização (mata-leão) no segundo round. Com essa derrota já nas eliminatórias, Moreno foi excluído do reality show.

### Ultimate Fighting Championship
Mesmo tendo uma performance aquém das expectativas no TUF 24, o UFC deu-lhe uma chance. Brandon Moreno aceitou enfrentar Louis Smolka poucos dias antes do evento, substituindo Sergio Pettis, no UFC Fight Night: Lineker vs. Dodson, em 1 de outubro de 2016, pelo peso-mosca (até 57 kg). Com apenas 22 anos, teve a missão de encarar um rival que vinha de quatro vitórias seguidas. Mas, em apenas 2m23s de confronto, ele finalizou com uma guilhotina e mostrou o motivo de seu apelido ser "Bebê Assassino". A vitória também lhe rendeu um prêmio de Performance da Noite.
Em sua segunda luta no UFC, Moreno enfrentou Ryan Benoit em 3 de dezembro de 2016 no The Ultimate Fighter 24 Finale. Ele venceu por decisão dividida.
Moreno enfrentou Dustin Ortiz em 22 de abril de 2017 no UFC Fight Night: Swanson vs. Lobov. Ele venceu por finalização com um mata-leão aos 4m06s do segundo round e ganhou o prêmio de Performance da Noite.
Apos perder a ultima luta da trilogia contra Deiveson “Deus da guerra” Figueiredo entreou em disputa pelo cinturão interino no UFC Peña vs Nunes II. 
Brandon “Bebê assassino” Moreno conquistou uma vitória ao nocautear Kai Kara France com uma bicuda na barriga que embaçou o adversário.

## Campeonatos e realizações

### Artes Marciais Mistas
- Ultimate Fighting Championship
  - Cinturão Peso Mosca do UFC (Duas vezes)
  - Performance da Noite (Três vezes) vs. Louis Smolka, Dustin Ortiz e Deiveson Figueiredo
  - Luta da Noite (Quatro vezes) vs. Deiveson Figueiredo, Kai Kara-France e Alexandre Pantoja

- World Fighting Federation
  - Campeão Peso Mosca do WFF (Uma vez)

- BJJ
  - Campeão nacional na faixa roxa

## Cartel no MMA
| Cartel no MMA   |             |            |
| 28 lutas        | 20 vitórias | 6 derrotas |
| Por nocaute     | 4           | 0          |
| Por finalização | 11          | 0          |
| Por decisão     | 5           | 6          |
| Empates         | 2           | 2          |

| Res.    | Cartel | Oponente            | Método                                   | Evento                                           | Data       | Round | Tempo | Local                     | Notas                                                           |
| ------- | ------ | ------------------- | ---------------------------------------- | ------------------------------------------------ | ---------- | ----- | ----- | ------------------------- | --------------------------------------------------------------- |
| Derrota | 21-8-2 | Brandon Royval      | Decisão (dividida)                       | UFC Fight Night: Moreno vs. Royval 2             | 24/02/2024 | 5     | 5:00  | Cidade do México          |                                                                 |
| Derrota | 21-7-2 | Alexandre Pantoja   | Decisão (dividida)                       | UFC 290: Volkanovski vs. Rodríguez               | 08/07/2023 | 5     | 5:00  | Las Vegas, Nevada         | Perdeu o Cinturão Peso Mosca do UFC; Luta da Noite.             |
| Vitória | 21-6-2 | Deiveson Figueiredo | Nocaute Técnico (interrupção médica)     | UFC 283: Teixeira vs. Hill                       | 21/01/2023 | 3     | 5:00  | Rio de Janeiro            | Ganhou e unificou o Cinturão Peso Mosca do UFC.                 |
| Vitória | 20-6-2 | Kai Kara-France     | Nocaute Técnico (chute no corpo e socos) | UFC 277: Peña vs. Nunes 2                        | 30/07/2022 | 3     | 4:34  | Dallas, Texas             | Ganhou o Cinturão Peso Mosca Interino do UFC; Luta da Noite.    |
| Derrota | 19-6-2 | Deiveson Figueiredo | Decisão (unânime)                        | UFC 270: Ngannou vs. Gane                        | 22/01/2022 | 5     | 5:00  | Anaheim, California       | Perdeu o Cinturão Peso Mosca do UFC; Luta da Noite.             |
| Vitória | 19-5-2 | Deiveson Figueiredo | Finalização (mata leão)                  | UFC 263: Adesanya vs. Vettori 2                  | 12/06/2021 | 3     | 2:26  | Glendale, Arizona         | Ganhou o Cinturão Peso Mosca do UFC.                            |
| Empate  | 18-5-2 | Deiveson Figueiredo | Empate (majoritário)                     | UFC 256: Figueiredo vs. Moreno                   | 12/12/2020 | 5     | 5:00  | Las Vegas, Nevada         | Pelo Cinturão Peso Mosca do UFC; Luta da Noite.                 |
| Vitória | 18-5-1 | Brandon Royval      | Nocaute Técnico (socos)                  | UFC 255: Figueiredo vs. Perez                    | 21/11/2020 | 1     | 4:59  | Las Vegas, Nevada         |                                                                 |
| Vitória | 17-5-1 | Jussier Formiga     | Decisão (unânime)                        | UFC Fight Night: Lee vs. Oliveira                | 14/03/2020 | 3     | 5:00  | Brasília                  |                                                                 |
| Vitória | 16-5-1 | Kai Kara-France     | Decisão (unânime)                        | UFC 245: Usman vs. Covington                     | 14/12/2019 | 3     | 5:00  | Las Vegas, Nevada         |                                                                 |
| Empate  | 15-5-1 | Askar Askarov       | Empate (dividido)                        | UFC Fight Night: Rodríguez vs. Stephens          | 21/09/2019 | 3     | 5:00  | Cidade do México          | Retorno ao UFC.                                                 |
| Vitória | 15-5   | Maikel Pérez        | Nocaute Técnico (socos)                  | LFA 69                                           | 07/06/2019 | 4     | 1:54  | Califórnia                | Ganhou o Cinturão Peso Mosca do LFA.                            |
| Derrota | 14-5   | Alexandre Pantoja   | Decisão (unânime)                        | UFC Fight Night: Maia vs. Usman                  | 27/05/2018 | 3     | 5:00  | Santiago                  |                                                                 |
| Derrota | 14-4   | Sergio Pettis       | Decisão (unânime)                        | UFC Fight Night: Pettis vs. Moreno               | 05/08/2017 | 5     | 5:00  | Cidade do México          |                                                                 |
| Vitória | 14-3   | Dustin Ortiz        | Finalização (mata leão)                  | UFC Fight Night: Swanson vs. Lobov               | 22/04/2017 | 2     | 4:06  | Nashville, Tennessee      | Performance da Noite.                                           |
| Vitória | 13-3   | Ryan Benoit         | Decisão (dividida)                       | The Ultimate Fighter 24 Finale                   | 03/12/2016 | 3     | 5:00  | Las Vegas, Nevada         |                                                                 |
| Vitória | 12-3   | Louis Smolka        | Finalização (guilhotina)                 | UFC Fight Night: Lineker vs. Dodson              | 01/10/2016 | 1     | 2:23  | Portland, Oregon          | Estreia no UFC; Performance da Noite.                           |
| Vitória | 11-3   | Isaac Camarillo     | Finalização (mata leão)                  | WFF - World Fighting Federation 27               | 16/04/2016 | 1     | 1:53  | Tucson, Arizona           | Defendeu o Cinturão Peso Mosca do WFF; Depois vagou o cinturão. |
| Vitória | 10-3   | Tyler Bialecki      | Finalização (mata leão)                  | WFF - World Fighting Federation 22               | 25/07/2015 | 1     | 3:09  | Tucson, Arizona           | Defendeu o Cinturão Peso Mosca do WFF.                          |
| Vitória | 9-3    | Matt Betzold        | Decisão (unânime)                        | WFF - World Fighting Federation 18               | 07/02/2015 | 3     | 5:00  | Chandler, Arizona         | Defendeu o Cinturão Peso Mosca do WFF.                          |
| Vitória | 8-3    | C.J. Soliven        | Finalização (mata leão)                  | WFF - World Fighting Federation 16               | 20/09/2014 | 1     | 0:58  | Chandler, Arizona         | Ganhou o Cinturão Peso Mosca Vago do WFF.                       |
| Vitória | 7-3    | Alex Contreras      | Finalização (triângulo)                  | WFF - World Fighting Federation 14               | 28/06/2014 | 3     | 1:04  | Chandler, Arizona         | Luta no Peso Galo.                                              |
| Vitória | 6-3    | Paul Amaro          | Finalização (mata leão)                  | MEZ Sports - Pandemonium 9                       | 26/07/2013 | 2     | 3:01  | Mission Viejo, Califórnia |                                                                 |
| Vitória | 5-3    | Jason Carbajal      | Nocaute Técnico (socos)                  | MEZ Sports - Pandemonium 8                       | 23/03/2013 | 3     | 1:52  | Pomona, Califórnia        |                                                                 |
| Vitória | 4-3    | Jesse Cruz          | Decisão (dividida)                       | Xplode Fight Series - Anarchy                    | 22/09/2012 | 3     | 5:00  | Valley Center, Califórnia |                                                                 |
| Derrota | 3-3    | Brenson Hansen      | Decisão (unânime)                        | CITC 11 - Xtreme Couture vs. Southern California | 28/07/2012 | 3     | 3:00  | Lancaster, Califórnia     |                                                                 |
| Vitória | 3-2    | Jonathan Carter     | Finalização (chave de braço)             | Xplode Fight Series - Hunted                     | 19/05/2012 | 1     | 1:15  | Valley Center, Califórnia |                                                                 |
| Derrota | 2-2    | Ron Scolesdang      | Decisão (unânime)                        | MEZ Sports - Pandemonium 6                       | 03/03/2012 | 3     | 3:00  | Riverside, Califórnia     |                                                                 |
| Vitória | 2-1    | Luis Garcia         | Finalização (chave de braço)             | UWC Mexico - New Blood 1                         | 29/01/2012 | 1     | 2:21  | Tijuana                   |                                                                 |
| Derrota | 1-1    | Marco Beristain     | Decisão (unânime)                        | UWC Mexico 10 - To The Edge                      | 25/06/2011 | 3     | 5:00  | Tijuana                   |                                                                 |
| Vitória | 1-0    | Atiq Jihad          | Finalização (mata leão)                  | UWC Mexico 9.5 - Iguana                          | 30/04/2011 | 1     | 2:30  | Tijuana                   |                                                                 |